# Саратовская ГЭС
Сара́товская ГЭС (имени Ленинского комсомола) — гидроэлектростанция на реке Волге в Саратовской области, в городе Балаково. Входит в Волжско-Камский каскад ГЭС, являясь седьмой ступенью каскада ГЭС на Волге. Отличается нестандартной конструкцией — отсутствием водосбросной плотины, самым длинным в России машинным залом, имеющим к тому же разборную кровлю. На Саратовской ГЭС установлены 24 гидроагрегата (самое большое количество среди гидроэлектростанций России) трёх разных типоразмеров, которые являются крупнейшими по размерам в своем классе в России. Помимо выработки электроэнергии, обеспечивает крупнотоннажное судоходство, водоснабжение, орошение засушливых земель. Собственником Саратовской ГЭС (за исключением судоходного шлюза) является ПАО «РусГидро».

## Природные условия
Саратовская ГЭС расположена на реке Волге в 1129 км от её устья, является седьмой ступенью каскада гидроэлектростанций на этой реке. Выше Саратовской ГЭС расположена Жигулёвская ГЭС, ниже — Волжская ГЭС, последняя ступень каскада ГЭС на Волге. Площадь водосбора реки в створе ГЭС составляет 1 280 000 км² (около 60 % площади водосборного бассейна реки), среднегодовой расход воды в реке в районе расположения станции составляет 7959 м³/с, среднегодовой сток — 251 км³. Максимальный расход воды, с повторяемостью один раз в 10 000 лет, оценивается в 75 497 м³/с. Водный режим Волги характеризуется чётко выраженным весенним половодьем (апрель-июнь), в ходе которого проходит в среднем 63 % годового стока, летней и зимней меженью, а также осенними дождевыми паводками.
Река Волга в створе Саратовской ГЭС имеет возвышенный правый берег и низинный левый. Здание ГЭС и судоходные шлюзы построены в пойме на левом берегу, что позволило естественным путём решить проблему пропуска стока реки в период строительства, а также сократить объём работ по перемычкам строительных котлованов. В основании здания ГЭС лежат глины неокома (меловой период), подстилаемые алевролитами, в основании русловой плотины — пески, глины и алевролиты, в основании судоходных шлюзов — пески.

## Конструкция станции
Саратовская ГЭС представляет собой низконапорную русловую гидроэлектростанцию (здание ГЭС входит в состав напорного фронта). Особенностью станции является отсутствие водосбросной плотины — водосбросы совмещены со зданием ГЭС. Сооружения гидроэлектростанции имеют I класс капитальности и включают в себя земляную плотину, дамбы обвалования, здание ГЭС, совмещённое с донными водосбросами и рыбоподъёмником, судоходный шлюз, ОРУ 35, 220 и 500 кВ. По сооружениям ГЭС проложены автомобильная и железная дороги. Установленная мощность электростанции — 1481 МВт, проектная среднегодовая выработка электроэнергии — 5400 млн кВт·ч, фактическая среднемноголетняя за 1970—2009 годы — 5670 млн кВт·ч.

### Земляные плотины
Русловая земляная плотина расположена с правого берега, её длина составляет 1260 м, максимальная высота — 40 м, в плотину намыто 6,6 млн м³ грунта. Противофильтрационных и дренажных устройств плотина не имеет, со стороны верхнего и нижнего бьефов плотина защищена от размыва волнами железобетонными плитами. Плотина состоит из двух участков — основного и пристанционного. На основном участке длиной 725 м плотина имеет ширину по основанию 360 м и по гребню 20 м. На пристанционном участке плотина сильно расширяется в сторону верхнего и нижнего бьефов, на расширенных участках расположены распределительные устройства напряжением 220 и 500 кВ.
Дамбы обвалования, предназначенные для защиты города Балаково от затопления, расположены на левом берегу и примыкают с одной стороны к зданию ГЭС, с другой — к судоходным шлюзам. Общая длина дамб — более 13 км, наибольшая высота — 23 м. Дамбы частично намыты, частично отсыпаны из песчаных и суглинистых грунтов, со стороны верхнего бьефа защищены от размыва волнами железобетонными плитами, оборудованы дренажной системой, включающей в себя вертикальные и горизонтальные дренажи, шахто-лучевой дренаж, дренажную канаву, насосную станцию. Дамбы обвалования включают в себя левобережную дамбу длиной 6120 м и шириной по гребню 8 м, правую приканальную дамбу и левую приканальную дамбу. Правая приканальная дамба имеет длину 3992 м, высоту 10,5 м, максимальную ширину по гребню 15 м. Левая приканальная дамба имеет длину 3126 м, высоту 10,5 м, максимальную ширину по гребню 15,5 м.

### Здание ГЭС

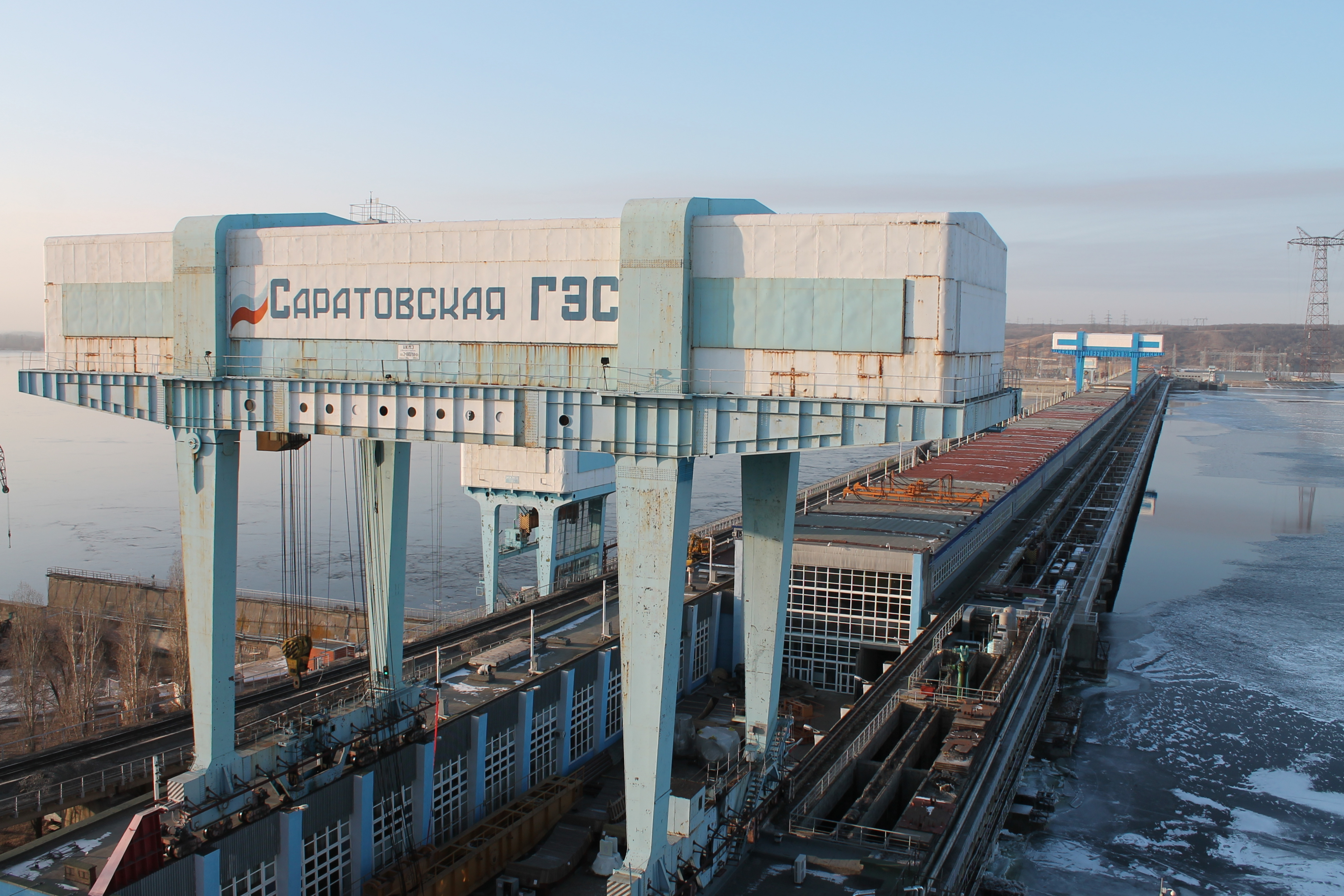
Здание Саратовской ГЭС

Здание ГЭС руслового типа (воспринимает напор воды), совмещено с донными водосбросами и рыбоподъёмником. Длина здания — 1127 м, ширина 45-72 м, высота — 42,96 м. Конструктивно здание ГЭС выполнено из монолитного и сборного железобетона, разделяется на 24 секции — 22 агрегатных секции и две секции монтажных площадок. В каждой агрегатной секции, помимо гидроагрегатов, расположены по два напорных водосброса (галереи), в секциях монтажных площадок — 7 водосбросов (4 в левобережной и 3 в правобережной), итого на ГЭС имеется 51 водосброс. Каждый водосброс имеет размеры 8,6×12 м, пропускная способность водосбросов при нормальном подпорном уровне водохранилища составляет 37 000 м³/с. Общая пропускная способность гидроузла (с учётом пропуска воды через турбины) составляет при нормальном подпорном уровне 53 000 м³/с, при форсированном подпорном уровне — 70 000 м³/с. Энергия сбрасываемой воды гасится на водобое длиной 38 м, жёсткой рисберме длиной 120 м и гибкой рисберме длиной 15,6 м. Водосбросы перекрываются плоскими затворами, оперирование которыми производится при помощи двух козловых кранов, размещенных в нижнем бьефе. Также со стороны нижнего бьефа по зданию ГЭС проложен автомобильный переход (по специальному тоннелю), а также железнодорожный и пешеходный переходы.
В машинном зале ГЭС длиной 990 м (самый протяжённый среди гидроэлектростанций России) и шириной 21,9 м установлены 23 гидроагрегата: 21 вертикальный и 2 горизонтальных. Вертикальные гидроагрегаты имеют мощность 66 МВт (17 шт.) и 60 МВт (4 шт.), оборудованы поворотно-лопастными турбинами ПЛ-20/661-ВБ-1030 (2 шт.), ПЛ-15/661-ВБ-1030 (1 шт.) и TKV00 (18 шт.), работающими на расчётном напоре 9,7 м (самый низкий напор среди ГЭС Волжско-Камского каскада). Диаметр рабочего колеса турбин — 10,3 м (крупнейшие турбины подобного типа в России), пропускная способность — 705 м³/с (старые турбины) и 806 м³/с (новые турбины). Турбины произведены Ленинградским металлическим заводом, харьковским предприятием «Турбоатом» и фирмой Voith. Турбины приводят в действие гидрогенераторы ВГСМ-1525/135-120 проектной мощностью 66 МВт, производства предприятий «Уралэлектротяжмаш», «Элсиб» и «Электротяжмаш-Привод». Сборка/разборка гидроагрегатов производится при помощи двух козловых кранов, расположенных над разборной кровлей машинного зала. При монтажных работах сначала снимаются секции кровли над агрегатом и монтажной площадкой, затем монтируемое оборудование переносится краном над кровлей машинного зала. Водоводы гидроагрегатов оборудованы плоскими аварийно-ремонтными затворами и сороудерживающими решётками.
Горизонтальные капсульные гидроагрегаты имеют мощность по 54 МВт (крупнейшие гидроагрегаты подобного типа в России), оборудованы поворотно-лопастными турбинами ПЛ-15/989-ГК-750, работающими на расчётном напоре 11,4 м. Диаметр рабочего колеса турбин — 7,5 м, пропускная способность — 540 м³/с. Турбины приводят в действие гидрогенераторы СГК 820/178-80 УХЛ4. Гидроагрегаты произведены предприятиями концерна «Силовые машины».
В правой части здания ГЭС расположен рыбоподъёмник контейнерного типа с рыбонакопительным лотком. Работа рыбоподъёмника по проекту обеспечивалась собственным вертикальным гидроагрегатом. С 1994 года рыбоподъёмник законсервирован, его гидроагрегат оставлен в работе и обеспечивает собственные нужды станции, в 2014—2015 годах гидроагрегат был заменён на новый мощностью 11 МВт, производства фирмы Voith (поворотно-лопастная турбина TKV00, генератор 1DH 7337-3WE 33-Z.

Оборудование Саратовской ГЭС
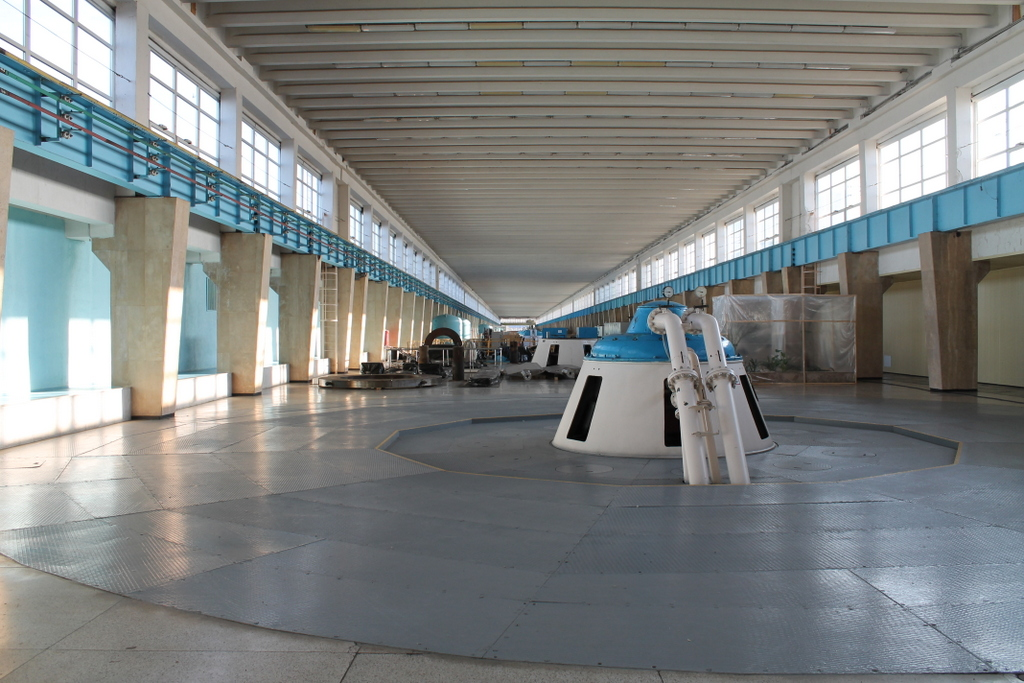
Машинный зал
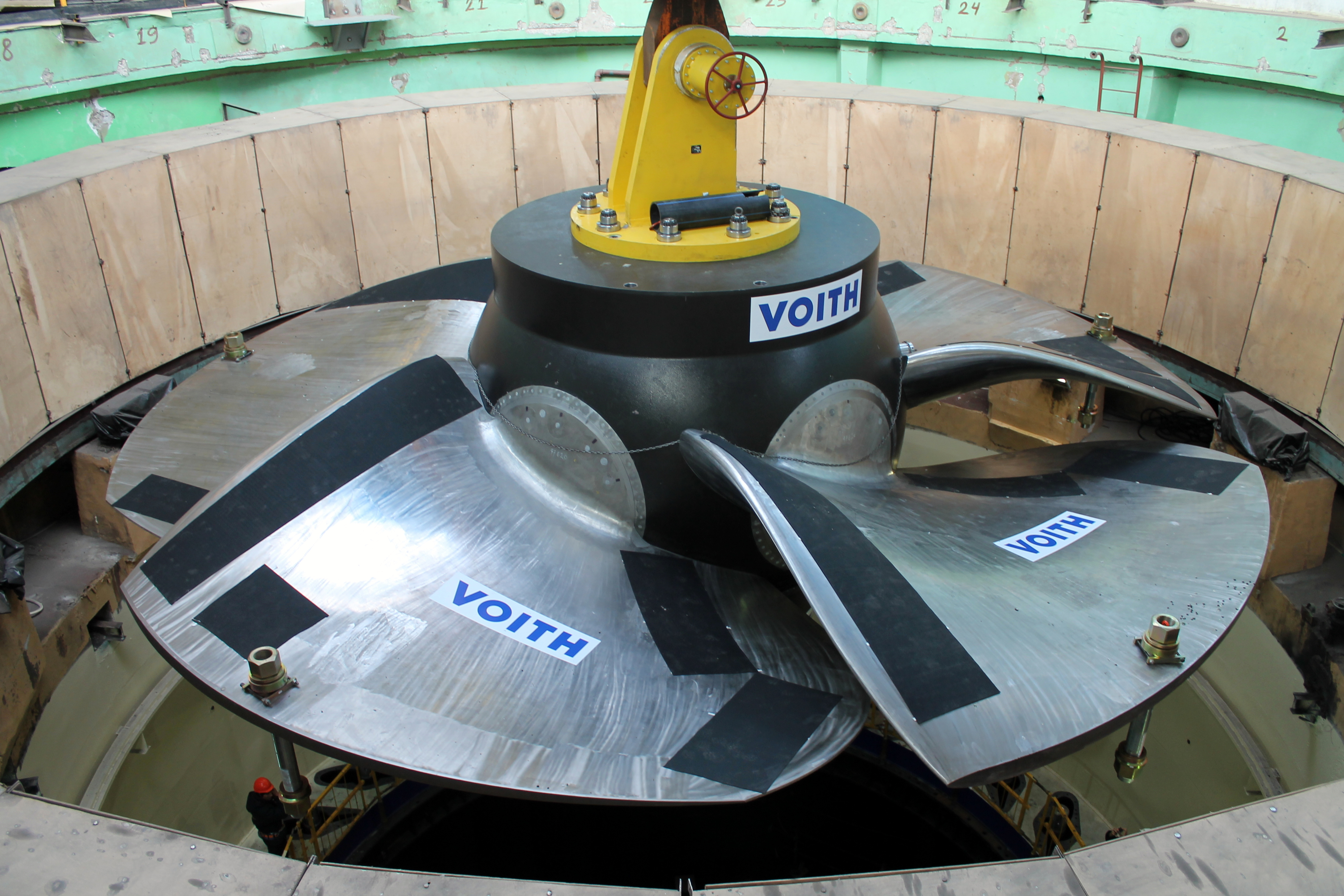
Рабочее колесо вертикальной турбины
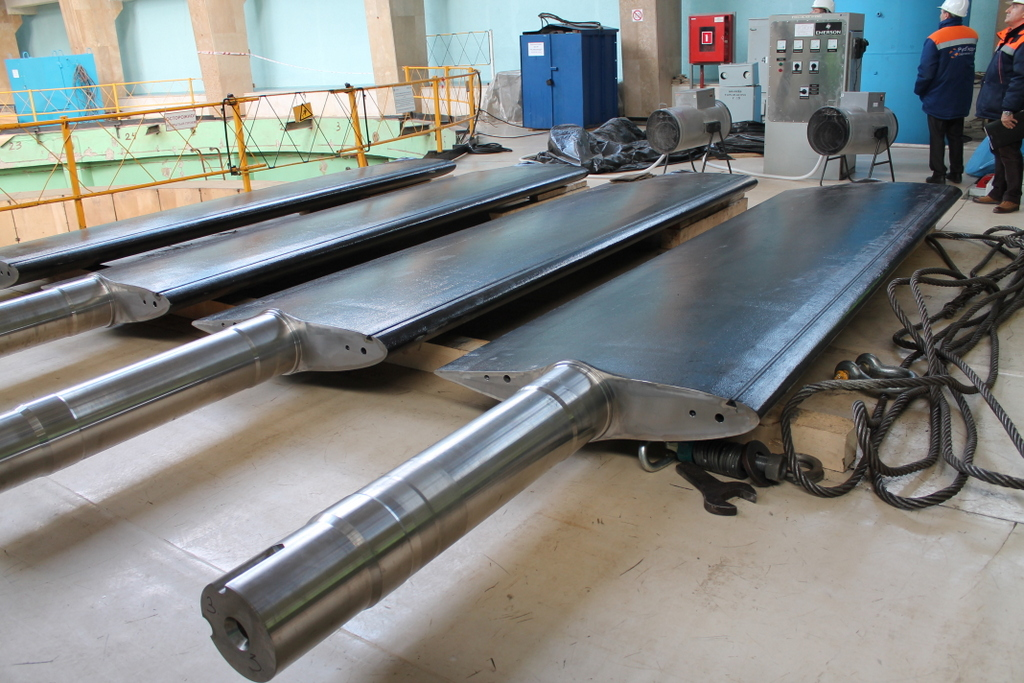
Лопатки направляющего аппарата турбины
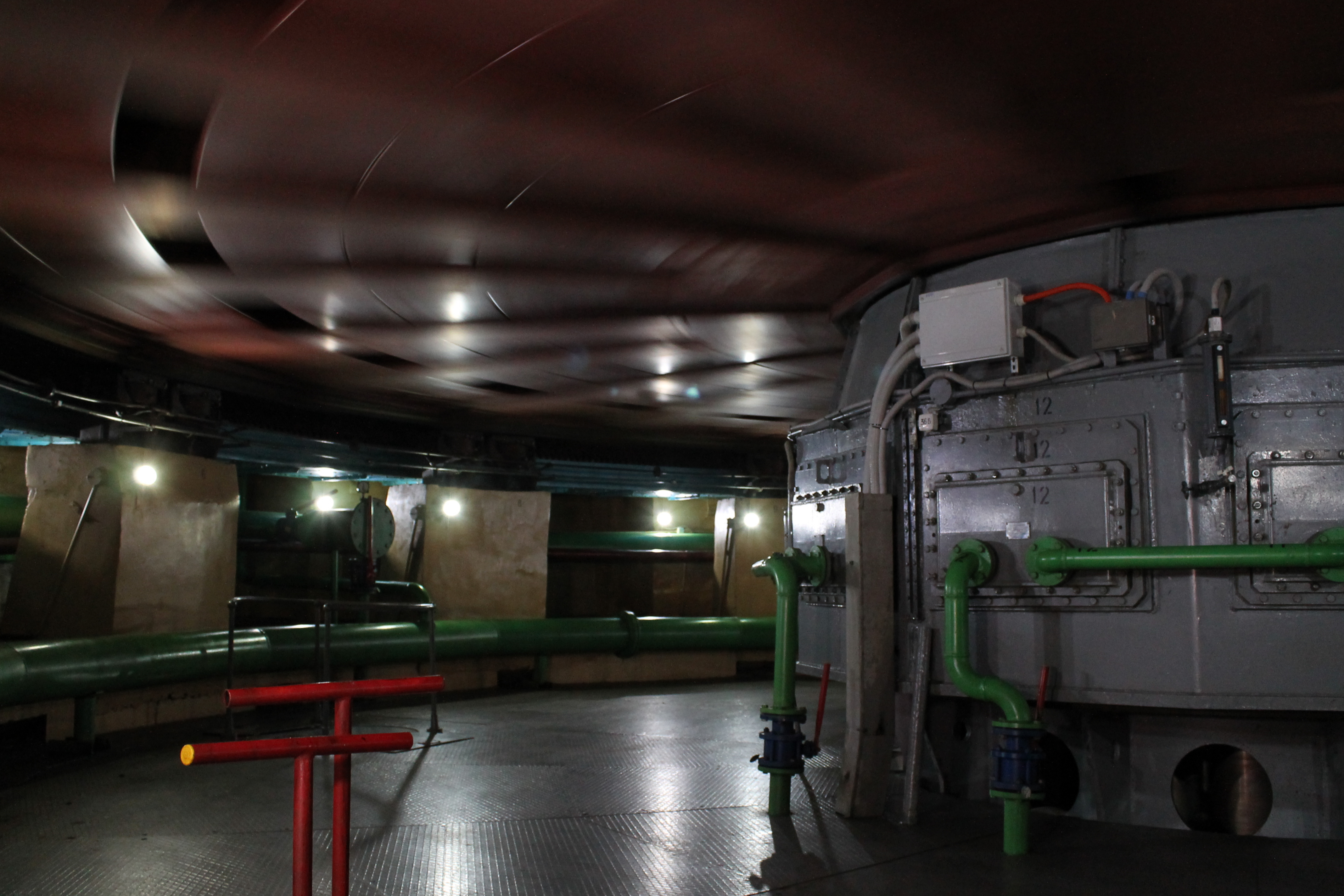
Ротор и подпятник гидрогенератора
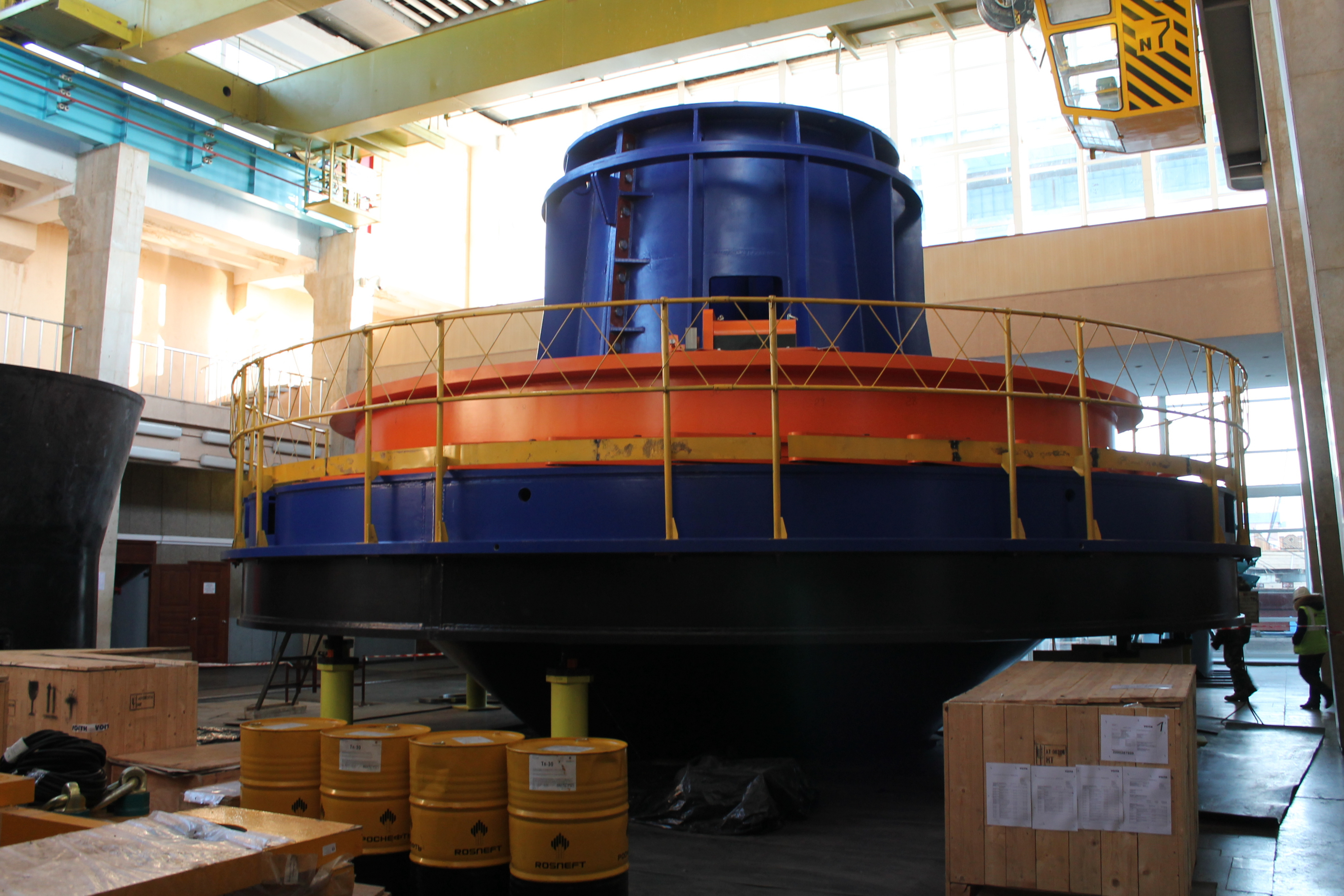
Крышка турбины
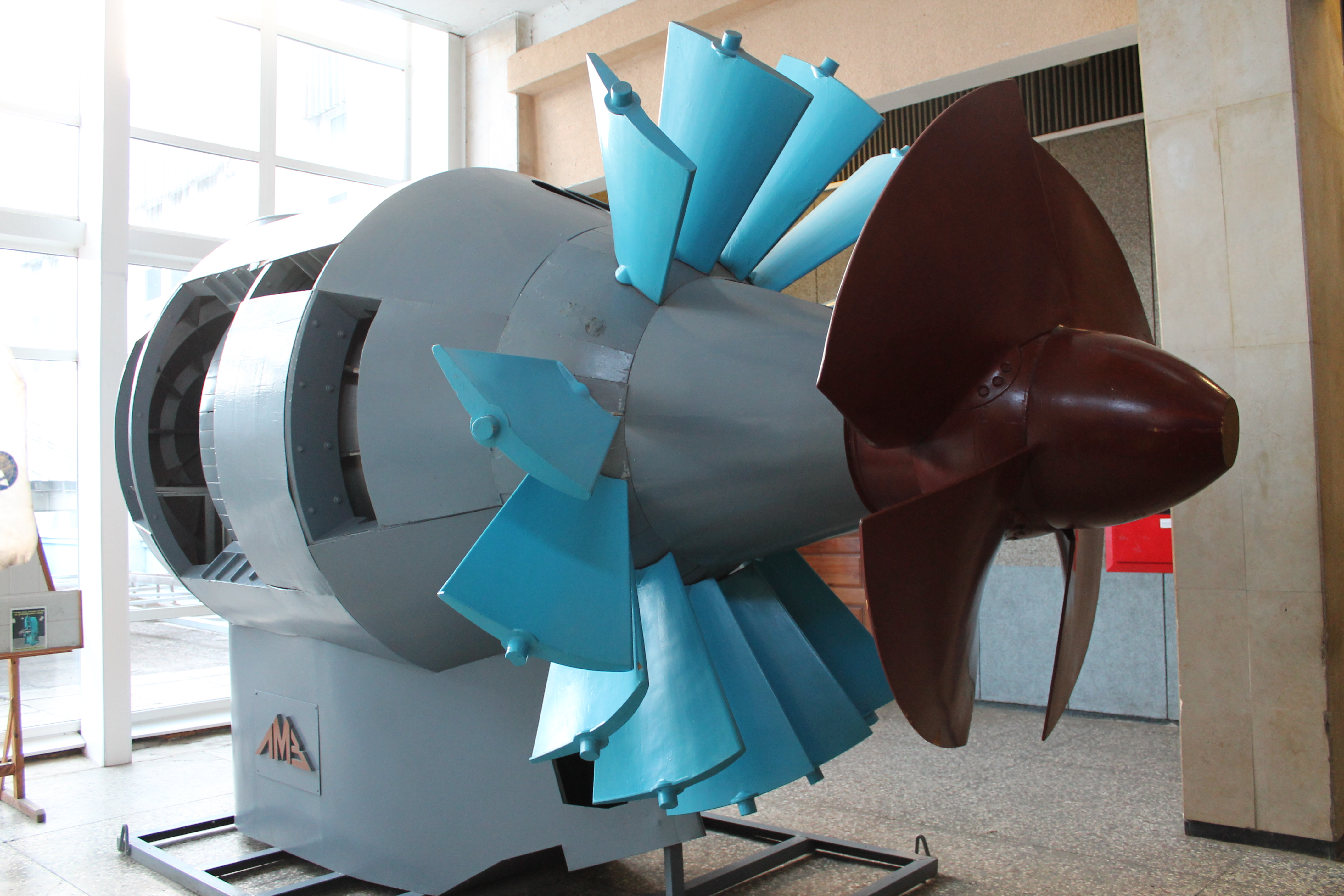
Горизонтальный гидроагрегат (макет)
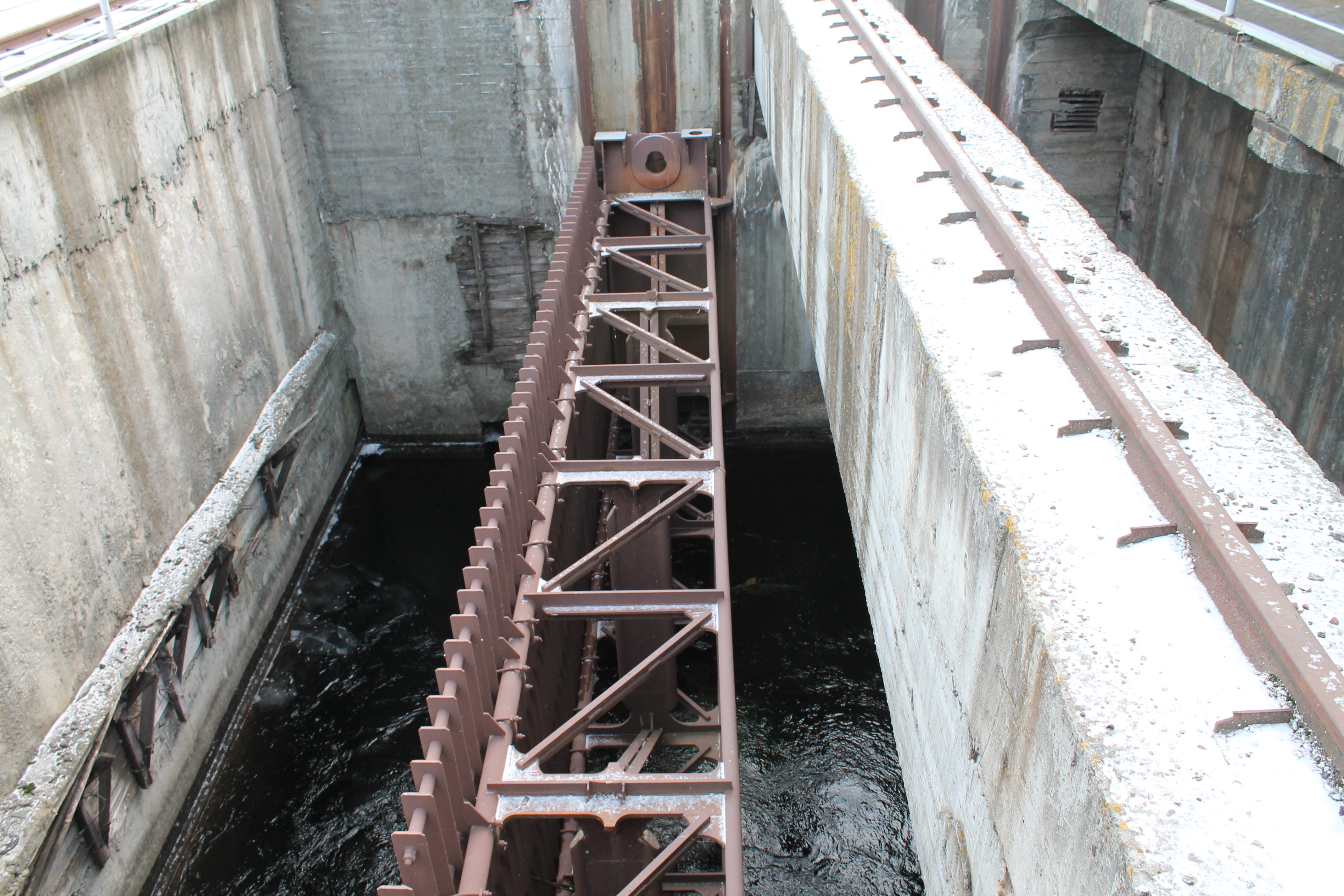
Сороудерживающая решётка

### Схема выдачи мощности
Гидроагрегаты выдают электроэнергию на напряжении 10,5 кВ. Двадцать вертикальных гидроагрегатов объединены в энергоблоки, каждый энергоблок включает в себя блочный трансформатор ТРДЦ-320000/220, два элегазовых генераторных выключателя, разъединители и другое электротехническое оборудование. Выдача мощности с энергоблоков производится на напряжении 220 кВ. Остальные гидроагрегаты соединены с трансформаторами, выдающими мощность на напряжении 35 кВ: вертикальный гидроагрегат № 21 — с трансформатором ТДЦ-80000/35, горизонтальные гидроагрегаты — каждый со своим трансформатором ТДЦ-63000/35, гидроагрегат рыбоподъемника — с трансформатором ТМ-16000/35. Трансформаторы расположены со стороны нижнего бьефа на специальной площадке, расположенной над кабельной галереей, в которой проходит кабель напряжением 220 кВ, идущий к распределительному устройству.
Саратовская ГЭС имеет три открытых распределительных устройства (ОРУ) напряжением 35, 220 и 500 кВ, связь между ними осуществляется через автотрансформаторы АОДЦТН-167000/500/220/35 (2 автотрансформатора по три отдельных фазы в каждом). Распределительное устройство 35 кВ (используется для питания собственных нужд станции) расположено на левом берегу, 220 и 500 кВ — на правом берегу, на специальных расширенных участках русловой плотины. Электроэнергия Саратовской ГЭС выдаётся в энергосистему по следующим линиям электропередачи:
- ВЛ 500 кВ Саратовская ГЭС — Курдюм;
- ВЛ 500 кВ Саратовская ГЭС — Балаковская АЭС;
- ВЛ 220 кВ Саратовская ГЭС — Буровка с отпайкой на ПС Вольская;
- ВЛ 220 кВ Саратовская ГЭС — Возрождение;
- ВЛ 220 кВ Саратовская ГЭС — Центральная;
- ВЛ 220 кВ Саратовская ГЭС — Балаковская;
- ВЛ 220 кВ Саратовская ГЭС — Терешка с отпайкой на ПС Вольская;
- ВЛ 220 кВ Саратовская ГЭС — Саратовская.

### Судоходный шлюз
Для пропуска через гидроузел речных судов используется однокамерный двухниточный судоходный шлюз, расположенный на левом берегу на удалении около 3 км от здания ГЭС. Шлюзы доковой конструкции с неразрезным днищем, система питания шлюзов — головная, длина каждой камеры шлюза — 290 м, ширина — 30 м. В системе внутренних водных путей камеры шлюза имеют номера 25 и 26. Время наполнения или опорожнения каждой камеры — 12 минут, в шлюз уложено 312 тыс. м³ бетона. Помимо камер, в состав судопропускных сооружений входят верхний и нижний подходные каналы с ограждающими дамбами, волнозащитная дамба аванпорта, направляющие и причальные сооружения. Через сооружения шлюза проложены путепроводы автомобильной дороги (по ней проходит линия балаковского троллейбуса,5 и 5а)
) и железной дороги «Саратов-Пугачёв». Судоходный шлюз, а также правая и левая приканальные дамбы принадлежат Балаковскому району гидротехнических сооружений и судоходства — филиалу ФГУ «Волжское Государственное бассейновое управление водных путей и судоходства». Координаты шлюза — 52°00′59″ с. ш. 47°46′11″ в. д.

### Водохранилище
Напорные сооружения ГЭС образуют крупное Саратовское водохранилище. Площадь водохранилища при нормальном подпорном уровне 1894 км², длина 357 км, максимальная ширина 14,5 км, максимальная глубина 28 м. Полная и полезная ёмкость водохранилища составляет 10 и 1,5 км³ соответственно, что позволяет осуществлять суточное и недельное регулирование стока (ёмкость водохранилища достаточна для обеспечения работы ГЭС в режиме регулирования неравномерностей энергопотребления в энергосистеме в течение суток и недели). Отметка нормального подпорного уровня водохранилища составляет 28 м над уровнем моря (по Балтийской системе высот), форсированного подпорного уровня — 31,4 м, уровня мёртвого объёма — 27 м.

## Экономическое значение
Саратовская ГЭС используется для работы в пиковой части графика нагрузки Объединённой энергосистемы Центра и Поволжья России (обеспечивая суточное и недельное регулирование энергосистемы), а также выполняет функции аварийного резерва мощности. С вводом в работу гидроэлектростанции Саратовская область, ранее дефицитная по электрической мощности, стала энергоизбыточным регионом. Всего за время эксплуатации Саратовская ГЭС выработала более 250 млрд кВт·ч возобновляемой электроэнергии, обеспечив экономию большого количества ископаемого топлива, а также предотвратив выброс значительных объёмов загрязняющих веществ. Являясь частью каскада ГЭС на Волге, Саратовская ГЭС обеспечивает работу в оптимальном режиме вышележащей Жигулёвской и нижележащей Волжской гидроэлектростанций. Выработка электроэнергии Саратовской ГЭС в последние годы:
| Показатель                      | 2006   | 2007   | 2008   | 2009   | 2010   | 2011   | 2012   | 2013   | 2014   | 2015 | 2016 | 2017   | 2018   | 2019   | 2020   | 2021 | 2022   |
| ------------------------------- | ------ | ------ | ------ | ------ | ------ | ------ | ------ | ------ | ------ | ---- | ---- | ------ | ------ | ------ | ------ | ---- | ------ |
| Выработка электроэнергии, ГВт·ч | 5468,1 | 6226,0 | 5743,9 | 5813,7 | 5210,0 | 5296,5 | 5681,4 | 6001,7 | 5599,6 | 5560 | 5512 | 6854,9 | 6343,7 | 5884,3 | 6743,3 | 5257 | 5668,8 |

Созданное сооружениями Саратовской ГЭС водохранилище входит в Единую глубоководную систему Европейской части России, обеспечивая необходимую для крупнотоннажного судоходства глубину 4 м. В 2010 году через шлюзы Саратовской ГЭС прошло 4790 судов, которые перевезли 4,88 млн тонн грузов и 77 тыс. пассажиров. Саратовское водохранилище обеспечивает водоснабжение большого количества населенных пунктов и промышленных предприятий (только безвозвратное водопотребление оценивается в 1,3 км³ в год), в том числе городов Самара, Балаково, а также Сызранского НПЗ, крупной Балаковской АЭС (её водоём-охладитель создан путём отсечения части акватории водохранилища). Из водохранилища берёт начало Саратовский оросительно-обводнительный канал максимальной пропускной способностью 56 м³/с, обеспечивающий орошение более 100 тыс. га сельскохозяйственных земель, обводнение более 150 тыс. га пастбищ, водоснабжение 7 районов Саратовской области и подпитку пересыхающих рек Большой и Малый Узень.
По сооружениям Саратовской ГЭС проложены автомобильная и железная дороги, таким образом, станция создала новый переход через Волгу. Строительство Саратовской ГЭС дало импульс развитию города Балаково — так, с 1957 по 1970 год население города выросло в 4 раза, с 26 тысяч до 103 тысяч человек. Водохранилище имеет существенное рыбохозяйственное значение, ведётся промысловый лов — в 2013 году было выловлено 724 т рыбы (основу промысла составляет лещ), допустимый вылов рыбы на 2015 год оценивается в 1011 т. Существующие уловы существенно ниже исторических — так, в 1990 году в водохранилище вылавливалось 1886 тонн рыбы.

## Экологические и социальные последствия
В результате создания Саратовского водохранилища было затоплено 116 тыс. га земель, в том числе 7,5 тыс. га пашни, 45,6 тыс. га сенокосов и пастбищ и 47,3 тыс. га леса и кустарников. В зону влияния водохранилища полностью или частично попали 90 населённых пунктов, в том числе 7 городов и рабочих посёлков и 83 сельских поселения. При подготовке ложа водохранилища к затоплению было перенесено 8379 строений, переселено ориентировочно 28 тысяч человек. В зону затопления попал ряд объектов инфраструктуры, которые были возведены заново — в частности, участок железной дороги Пугачёв — Вольск длиной более 100 км, линия электропередачи 220 кВ Сызрань — Саратов и другие объекты. С целью снижения площади затопления были построены инженерные защиты городов Самара, Октябрьск, Сызрань, Хвалынск, Чапаевск, а также ряда сельскохозяйственных земель. Была проведена лесосводка и лесоочистка на площади 33 тыс. га, на новое место перенесли 34 кладбища и 11 скотомогильников.
Строительство Саратовской ГЭС затруднило проход на нерест проходных и полупроходных рыб из Каспийского моря и низовьев Волги (тех из них, которые преодолевали сооружения нижележащей Волжской ГЭС по рыбоподъёмнику или судоходным шлюзам). Ущерб рыбным ресурсам оценивался в 7300 т рыбы ежегодно (в том числе осетровые — 1900 тонн, лососевые — 200 тонн и сельдевые — 5200 тонн). Ущерб в части осетровых и лососёвых рыб был компенсирован искусственным воспроизводством на построенных на Нижней Волге 11 рыборазводных заводах. Рыбоподъёмники на Волжской и Саратовской ГЭС оказались недостаточно эффективными и в 1988—1994 годах были выведены из эксплуатации. В то же время Саратовское водохранилище имеет собственное рыбопромысловое значение.

## История строительства
Изыскательские работы в месте расположения Саратовской ГЭС начались в 1953 году. В 1955 году институтом «Гидропроект» был создан проект станции, вполне традиционной конструкции, с отдельно расположенными водосбросной плотиной и зданием ГЭС. Строительство Саратовской ГЭС было санкционировано Постановлением Совета Министров СССР от 5 июня 1956 года. Первые строители (ранее возводившие Куйбышевскую ГЭС) прибыли на стройплощадку еще в феврале 1956 года, в том же году было организовано строительное управление «Саратовгэсстрой», начались подготовительные работы по строительству станции — возведение жилья, дорог, базы строительства. Уже в июле 1956 года с возведения перемычек котлована начались работы на основных сооружениях.
По предложению главного инженера Саратовгэсстроя Николая Иванцова первоначальный проект ГЭС был существенно переработан. Створ станции (ранее намеченный в районе острова Пустынный) перенесли на 3 км выше по течению, а также отказались от отдельной водосбросной плотины, совместив её со зданием ГЭС. Новый проект почти вдвое сокращал длину напорного фронта, позволял разместить все бетонные сооружения на пойме, что упрощало строительство, резко сокращало длину перемычек (в 3 раза) и объём земляных работ (в 2,5 раза). На сотни миллионов рублей уменьшалась стоимость строительства, сокращались его сроки. Новый проект был утверждён 28 марта 1957 года.
В 1957 году на строительстве был выполнен ряд важных работ подготовительного этапа. Была построена линия электропередачи, обеспечившая стройку электроэнергией с Куйбышевской ГЭС, железная дорога Балаково — Пугачёвск, первые жилые дома для строителей станции. На возведении основных сооружений ГЭС начал работать крупнейший на тот момент в СССР земснаряд производительностью 1000 м³ грунта в час и потребляемой электрической мощностью 6 МВт (вдвое больше, чем тогдашнее энергопотребление всего города Балаково).
В 1958 году были выполнены основные работы по котловану здания ГЭС, что позволило в следующем году его осушить. В то же время, в 1959 году строительство станции было приостановлено, а судьба объекта «повисла на волоске» — в 1958 году Н. С. Хрущёв, выступая на открытии Жигулёвской ГЭС, подверг резкой критике сроки и стоимость строительства гидроэлектростанций, приведя в качестве примера Саратовскую ГЭС. На стройку прибыла комиссия из Москвы с очень широкими полномочиями, вплоть до закрытия проекта. Станцию удалось отстоять с большим трудом, после долгих дискуссий и обещаний существенно снизить затраты на строительство, в первую очередь за счёт широкого использования сборного железобетона. Пока шли дискуссии и доработки проекта, основные силы строителей были переброшены на возведение в Балаково крупного комбината по производству химического волокна. До 1964 года строительство Саратовской ГЭС велось очень низкими темпами, котлован фактически стоял пустым. Из событий этого периода стоит отметить укладку первого кубометра бетона в фундаментную плиту здания ГЭС, которая произошла 16 августа 1962 года.
Масштабные бетонные работы на строительстве Саратовской ГЭС были начаты лишь в 1964 году. К этому времени к котловане произошли процессы разуплотнения глин в основании здания ГЭС, для решения этой проблемы потребовалось уложить дополнительно 900 тыс. кубометров бетона. Возведение здания ГЭС с использованием сборного железобетона было начато с весной 1965 года. В апреле того же года строительство Саратовской ГЭС было объявлено Всесоюзной ударной комсомольской стройкой. В 1966 году был начат монтаж гидротурбин, а также уложен миллионный кубометр бетона. 14 октября 1967 года был затоплен котлован здания ГЭС, 2 ноября того же года за 12 часов 30 минут на строительстве станции состоялось перекрытие Волги.
27 декабря 1967 года были пущены первые два гидроагрегата Саратовской ГЭС, затем до конца года заработали ещё две машины. В апреле 1968 года через судоходные шлюзы было пропущено первое судно. В 1968 году были пущены 8 гидроагрегатов, в 1969 году — 9 гидроагрегатов, в 1970 году — 3 гидроагрегата, причём последними 30 декабря 1970 года заработали экспериментальные горизонтальные гидроагрегаты. В том же 1970 году Саратовской ГЭС было присвоено почётное звание «имени Ленинского комсомола». Акт о приемке ГЭС в постоянную эксплуатацию был подписан Государственной комиссией 26 ноября 1971 года, на чём строительство станции было официально завершено.
В ходе строительства Саратовской ГЭС было произведено 69,7 млн м³ выемки и 38,4 млн м³ насыпи мягкого грунта, 2,3 млн м³ каменной наброски, фильтров и дренажей, уложено 3,09 млн м³ бетона и железобетона, смонтировано 42,55 тыс. т металлоконструкций и механизмов. Общая стоимость работ по возведению гидроузла (включая строительство промышленной базы, жилья и работы по подготовке ложа водохранилища) составила 523,2 млн рублей в ценах 1969 года. Спецификой строительства Саратовской ГЭС было широкое использование сборного железобетона, из которого планировалось возвести 70 % бетонных сооружений ГЭС (в итоге, по ряду причин, его доля составила 12 %, всего было уложено около 5000 железобетонных элементов). В 1960-х годах сборный железобетон, активно используемый в гражданском строительстве (в частности, при возведении панельных домов) активно пытались внедрить в гидротехническое строительство, пытаясь таким образом снизить сроки возведения сооружений. Попытка в целом не увенчалась успехом, поскольку каждая ГЭС возводится по индивидуальным проектам, что затрудняет строительство из типовых элементов. Кроме того, сборные железобетонные элементы имели более высокую стоимость (в том числе за счёт увеличения содержания арматуры), а также требовали особых мер по обеспечению герметичности стыков.

## Эксплуатация
С 1969 года Саратовская ГЭС входила в состав районного энергетического управления «Саратовэнерго», которое в 1988 году было преобразовано в производственное объединение энергетики и электрификации «Саратовэнерго», на базе которого в 1993 году было создано ОАО «Саратовэнерго».
В ходе реформы РАО «ЕЭС России» в 2003 году станция была выделена в ОАО «Саратовская ГЭС». В апреле 2004 года ГЭС выработала 200 млрд кВт·ч с начала эксплуатации. В 2005 году ОАО «Саратовская ГЭС» вошло в состав ОАО «ГидроОГК» (позднее переименованного ОАО «РусГидро»), в 2008 году ОАО «Саратовская ГЭС» было ликвидировано, а станция вошла в состав ОАО «РусГидро» на правах филиала.

### Модернизация станции

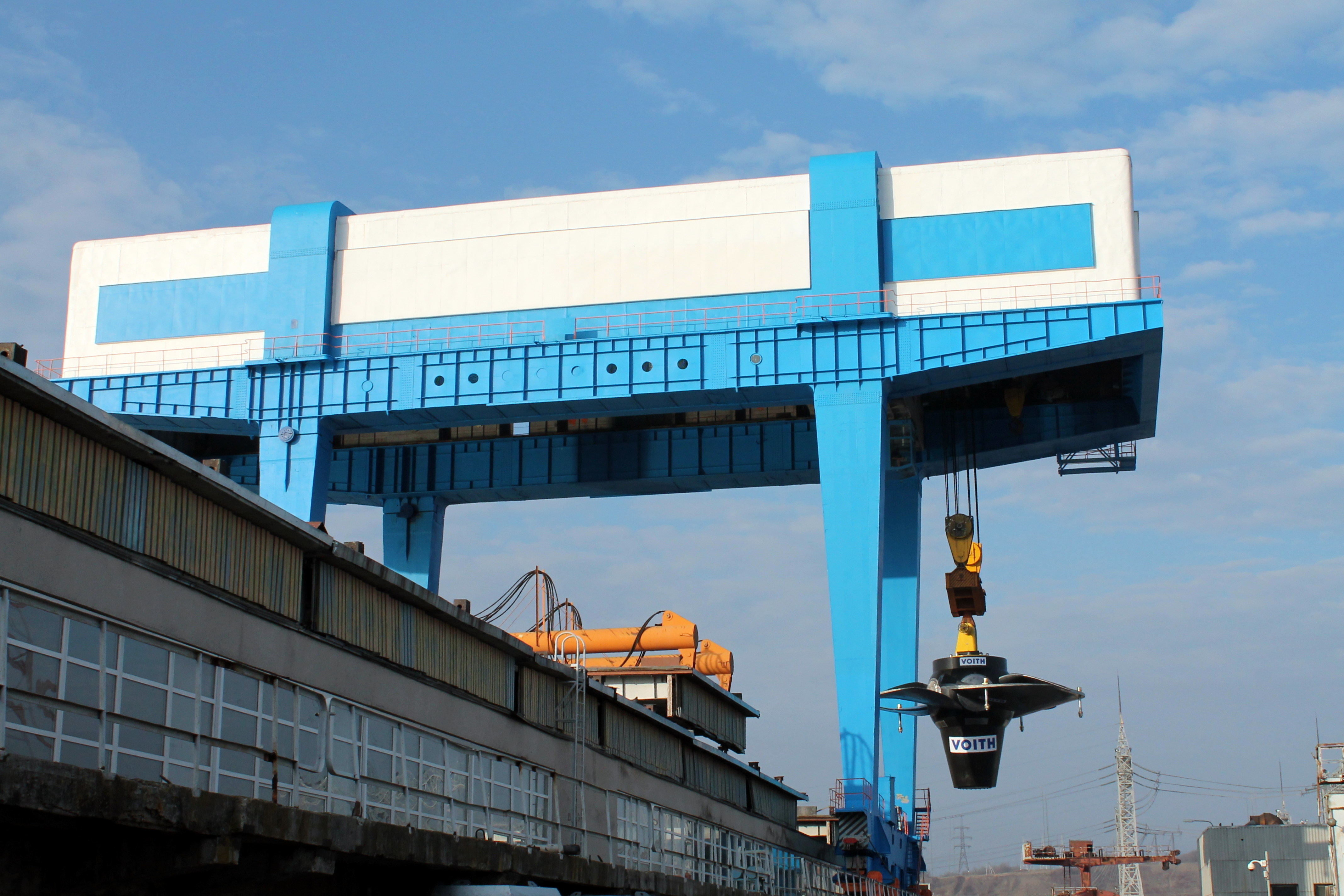
Перенос рабочего колеса новой турбины

К концу 1990-х годов оборудование Саратовской ГЭС отработало более 30 лет, физически и морально устарело, в связи с чем стало нуждаться в реконструкции и замене на новое. Работы по реконструкции Саратовской ГЭС были начаты в 1995 году и предусматривают полную замену всего устаревшего оборудования, а также реконструкцию гидротехнических сооружений. В первую очередь были начаты работы по масштабной реконструкции гидрогенераторов ВГС-1525/135-120 на вертикальных гидроагрегатах (замена активного железа статора и его обмотки, изоляции катушек полюсов ротора и несущих узлов подпятника), завершённые в 2016 году. Новые генераторы имеют повышенную мощность (66 вместо 60 МВт), что в дальнейшем, по мере замены гидротурбин, позволило поэтапно увеличить мощность станции. Одновременно заменялась система управления гидроагрегатом, а также в заводских условиях (на предприятии «Тяжмаш») реконструировались турбины.
В 2008 году с ОАО «Силовые машины» был подписан договор на полную замену горизонтальных капсульных гидроагрегатов. Старые гидроагрегаты (турбины ПЛ-20/548-ГК-750 и генераторы СГКВ-720/140-80) создавались как опытно-промышленные и в 2005 году были выведены из эксплуатации. В результате замены гидроагрегатов мощность каждого из них увеличилась на 9 МВт (с 45 до 54 МВт), что позволило в 2013—2014 годах увеличить мощность Саратовской ГЭС на 18 МВт, с 1360 до 1378 МВт. Вместе с горизонтальными гидроагрегатами заменены силовые трансформаторы, обеспечивающие выдачу их мощности.
В 2011 году РусГидро заключило с немецкой компанией Voith Hydro контракт на замену 21 вертикальной турбины, а также целиком гидроагрегата собственных нужд (станционный номер 24) Саратовской ГЭС. В апреле 2015 года в рамках контракта был введён в эксплуатацию новый гидроагрегат собственных нужд повышенной мощности (11 МВт), смонтированный вместо старого гидроагрегата рыбоподъёмника (имевшего гидротурбину ПЛ-661-ВБ-500 и гидрогенератор ВГС-700/75-72). По мере замены гидротурбин (по состоянию на начало 2024 года, помимо гидроагрегата собственных нужд, были заменены 16 вертикальных гидротурбин) мощность станции постепенно увеличивается. Все работы по замене турбин планируется завершить в 2025 году, в результате установленная мощность электростанции возрастёт до 1505 МВт, или почти на 11 % от первоначальной.
Модернизируется и электротехническое оборудование станции. В 2003—2009 годах было полностью заменено оборудование открытых распределительных устройств 220 и 500 кВ, в 2013 году завершён проект комплексной замены оборудования энергоблоков № 1-5, обеспечивающих выдачу мощности 20 вертикальных гидроагрегатов, в 2015 году заменен трансформатор, выдающий мощность с агрегата собственных нужд. Ведётся реконструкция гидротехнических сооружений — с 2002 по 2009 годы в районе ковша рисбермы было отсыпано более 81 тыс. тонн горной массы, а также уложено около 17 тыс. тетраэдров (бетонных блоков-«пирамид» весом по 5 т). Также проведена замена бетона здания ГЭС в зоне переменного уровня вод и гидромеханического оборудования — затворов и сороудерживающих решёток.